# Xã Stanton, Quận Miami, Kansas
Xã Stanton (tiếng Anh: Stanton Township) là một xã thuộc quận Miami, tiểu bang Kansas, Hoa Kỳ. Năm 2010, dân số của xã này là 843 người.